# Dolgemost
Dolgemost ist ein Ortsteil der Stadt Putbus im Landkreis Vorpommern-Rügen in Mecklenburg-Vorpommern.

## Geografie und Verkehrsanbindung
Dolgemost liegt nördlich der Kernstadt Putbus unweit der Bahnstrecke Bergen auf Rügen–Lauterbach Mole. Die Landesstraße 301 verläuft westlich.